# Rodolphe Poma
Rodolphe Poma, född 12 oktober 1885 i Gent, död 1954, var en belgisk roddare.
Poma blev olympisk silvermedaljör i åtta med styrman vid sommarspelen 1908 i London.